# إلهام مامادوف
إلهام مامادوف (1970 بمقاطعة قازاخ في أذربيجان - ) هو مدرب كرة قدم ولاعب كرة قدم أذربيجاني في مركز الوسط. شارك مع منتخب أذربيجان لكرة القدم. أما مع النوادي، فقد لعب مع نادي سالمروهر ونادي قره باغ ونادي كاباز ونادي نيفتشي باكو وEnergetik FK ‏ وGöyazan Qazakh FK ‏ وVfB Fichte Bielefeld ‏ واينتراخت ترير 05 ‏ وTuran Tovuz ‏ وTuS Dornberg ‏.

## وصلات خارجية
- إلهام مامادوف على موقع قاعدة بيانات كرة القدم.إي يو (الإنجليزية)
- إلهام مامادوف على موقع بيانات كرة القدم. دي إي (الألمانية)
- إلهام مامادوف على موقع ناشيونال فوتبول تيمز (الإنجليزية)
- إلهام مامادوف على موقع Soccerway.com (الإنجليزية)
- إلهام مامادوف على موقع عالم كرة القدم.نت (الإنجليزية)